# Thalassiodracon
Thalassiodracon es un género representado por una única especie de plesiosauriano pliosauroide, que vivió desde el Triásico superior hasta el Jurásico inferior, en lo que hoy es Europa. La especie tipo y única conocida es Thalassiodracon hawkinsi, Owen 1840.
El nombre del género Thalassiodracon significa "dragón del mar", mientras que el nombre de la especie hawkinsi honra a su descubridor. Este animal es conocido a partir de algunos esqueletos completos (el holotipo: BMNH 2018) hallados por el coleccionista de fósiles Thomas Hawkins en Somerset, Inglaterra. Vivió entre finales del Triásico (época del Rhaetiense) a inicios del Jurásico (Hettangiense) de Europa, entre hace 201.6 a 196.5 millones de años.

## Taxonomía
Thalassiodracon fue situado originalmente en el género Plesiosaurus en 1838. Fue clasificado como un nuevo género solo hasta 1996, tras un nuevo examen de su cráneo. Este animal se considera como uno de los más antiguos representantes del grupo de los plesiosaurios, quizás siendo ancestral con respecto a la superfamilia Pliosauroidea (que incluye plesiosaurios de cuello corto).

## Descripción

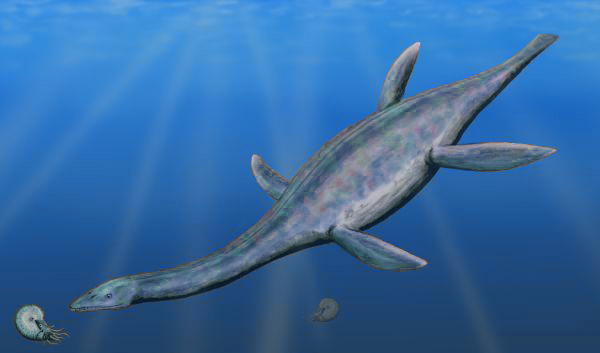
Recreación en vida de Thalassiodracon hawkinsi.

Este reptil marino medía entre 1.5–2 metros de largo, y tenía un cuello relativamente alargado pero con un cráneo proporcionalmente más grande que el de Plesiosaurus, ya que corresponde a 1/10 de la longitud corporal total. El cuello de Talassiodracon, sin embargo, era algo más corto que el de los plesiosaurios posteriores. El número de vértebras cervicales se situaba entre 27 y 31, mientras que las de Plesiosaurus eran entre 35 - 37. Adicionalmente, el cráneo contaba con dientes alargados. Las órbitas oculares eran muy grandes, con anillos escleróticos. Como todos los plesiosaurios, este animal tenía extremidades en forma de aletas para desplazarse por el agua.
Una tomografía computarizada de un cráneo excepcionalmente preservado, y el examen de otros especímenes (Benson et al., 2011) permitió obtener nuevos datos anatómicos. Thalassiodracon tenía una cresta dorsal en el medio del premaxilar, un escamosal bulboso, cuatro dientes premaxilares, y una dentadura maxilar heterodonta.

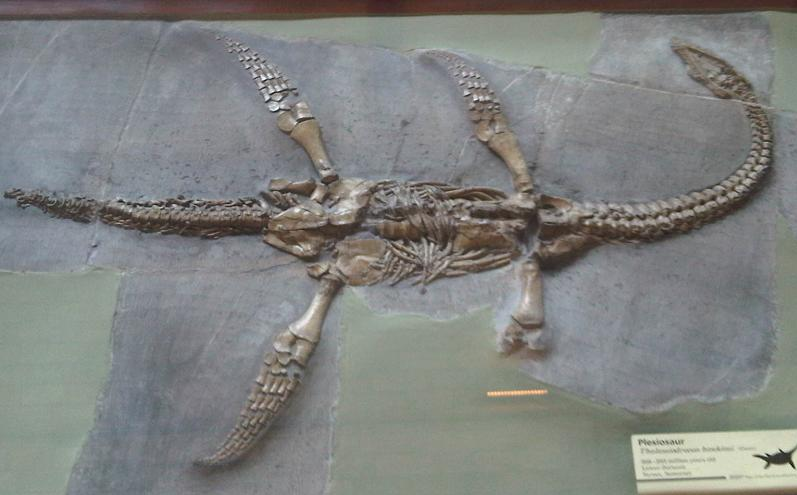
Esqueleto de Thalassiodracon hawkinsi, Museo de Historia Natural de Londres.

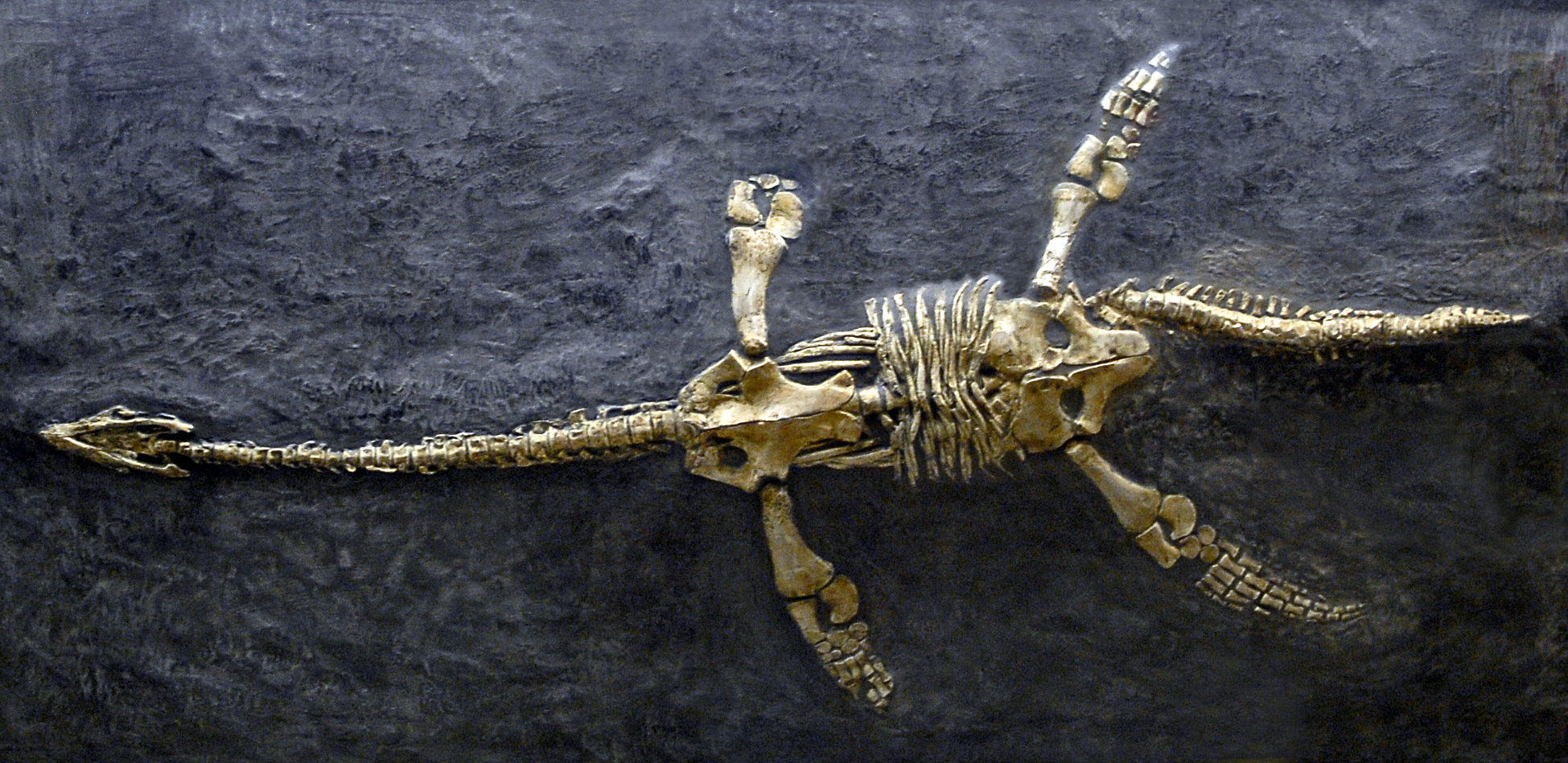
Esqueleto de Thalassiodracon hawkinsi, Museo Civico di Storia Naturale di Milano.

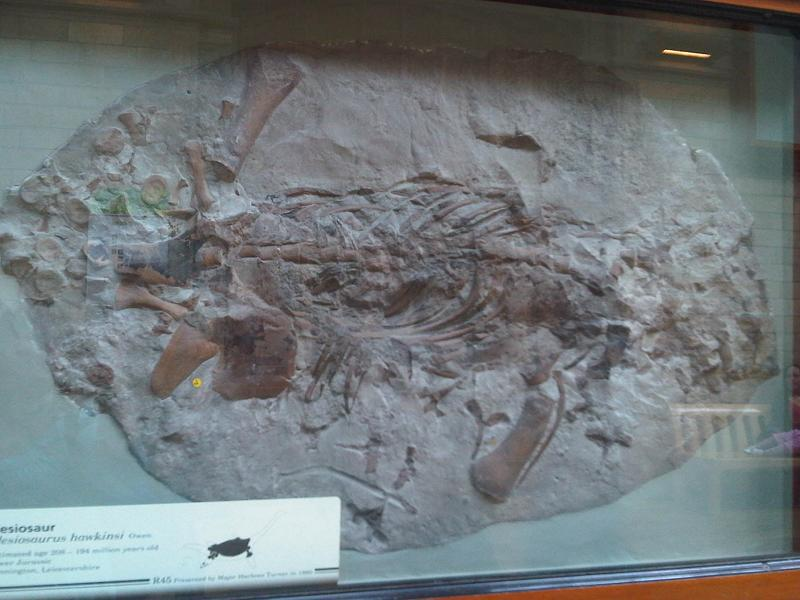
Espécimen fragmentario.

## Clasificación
El cladograma presentado a continuación sigue el análisis realizado por Ketchum y Benson, 2011.